# Al-Bajtarijja
Al-Bajtarijja (arab. البيطارية) – miasto w Syrii, w muhafazie Damaszek. W 2004 roku liczyło 3026 mieszkańców.